# Nome (Dakota Północna)
Nome – miasto w Stanach Zjednoczonych, w stanie Dakota Północna, w hrabstwie Barnes.